# Llista de centres educatius de Palma
| Centre                                                       | Titularitat                    | Estudis                                   | Barri                   | Fundació | Alumnes | Coordenades                                                  | Web                                   | Imatge                 |
| ------------------------------------------------------------ | ------------------------------ | ----------------------------------------- | ----------------------- | -------- | ------- | ------------------------------------------------------------ | ------------------------------------- | ---------------------- |
| CP Aina Moll (abans CP Eugenio López i López)                | Públic                         | Infantil i Primària                       | Plaça dels Patins       |          |         | 39° 34′ 34.47″ N, 2° 38′ 56.86″ E / 39.5762417°N,2.6491278°E | Arxivat 2009-01-09 a Wayback Machine. | CP Aina Moll           |
| CP Alexandre Rosselló                                        | Públic                         | Infantil i Primària                       | Foners                  |          |         |                                                              |                                       | CP Alexandre Rosselló  |
| CP Anselm Turmeda                                            | Públic                         | Infantil i Primària                       | Son Roca                |          |         |                                                              |                                       |                        |
| CP Camilo José Cela                                          | Públic                         | Infantil i Primària                       | Nou Llevant             |          |         |                                                              |                                       |                        |
| CP Cas Capiscol                                              | Públic                         | Infantil i Primària                       | Cal Capiscol            |          |         | 39° 35′ 43.61″ N, 2° 39′ 7.38″ E / 39.5954472°N,2.6520500°E  |                                       |                        |
| CP Can Pastilla                                              | Públic                         | Infantil i Primària                       | Can Pastilla            |          |         |                                                              |                                       |                        |
| CP Coll d'en Rebassa                                         | Públic                         | Infantil i Primària                       | El Coll d'en Rabassa    |          |         |                                                              |                                       | CP Coll den Rabassa    |
| CP Costa i Llobera                                           | Públic                         | Infantil i Primària                       | El Camp Redó            |          |         | 39° 35′ 9.4″ N, 2° 38′ 45.46″ E / 39.585944°N,2.6459611°E    | Arxivat 2010-04-20 a Wayback Machine. |                        |
| CP de Gènova                                                 | Públic                         | Infantil i Primària                       | Gènova                  |          |         |                                                              | Arxivat 2012-04-06 a Wayback Machine. |                        |
| CP de Pràctiques                                             | Públic                         | Infantil i Primària                       | El Camp Redó            |          |         | 39° 35′ 14.59″ N, 2° 39′ 0.74″ E / 39.5873861°N,2.6502056°E  | Arxivat 2012-02-06 a Wayback Machine. |                        |
| CP de Sant Jordi                                             | Públic                         | Infantil i Primària                       | Sant Jordi              |          |         |                                                              |                                       |                        |
| CP Els Tamarells                                             | Públic                         | Infantil i Primària                       | L'Arenal                |          |         |                                                              |                                       |                        |
| CP Es Pil·larí                                               | Públic                         | Infantil i Primària                       | El Pil·larí             |          |         |                                                              |                                       |                        |
| CP Es Pont                                                   | Públic                         | Infantil i Primària                       | Son Gotleu              |          |         |                                                              |                                       |                        |
| CP Es Secar de la Real                                       | Públic                         | Infantil i Primària                       | Secar de la Real        |          |         |                                                              |                                       |                        |
| CP es Vivero                                                 | Públic                         | Infantil i Primària                       | El Viver                |          |         |                                                              |                                       |                        |
| CP Establiments                                              | Públic                         | Infantil i Primària                       | Establiments            |          |         |                                                              |                                       |                        |
| CP Felip Bauçà                                               | Públic                         | Infantil i Primària                       | El Camp Redó            |          |         |                                                              |                                       |                        |
| CP Gabriel Alzamora                                          | Públic                         | Infantil i Primària                       | El Sindicat             |          |         | 39° 34′ 10″ N, 2° 39′ 24″ E / 39.56944°N,2.65667°E           | [ Enllaç no actiu ]                   |                        |
| CP Gabriel Vallseca                                          | Públic                         | Infantil i Primària                       | Son Gotleu              |          |         |                                                              | Arxivat 2016-03-23 a Wayback Machine. |                        |
| CP Infant Don Felip                                          | Públic                         | Infantil i Primària                       | El Molinar              |          |         |                                                              | Arxivat 2014-01-02 a Wayback Machine. |                        |
| CP Jafudà Cresques                                           | Públic                         | Infantil i Primària                       | Pere Garau              |          |         |                                                              |                                       |                        |
| CP Joan Capó Valldepadrines                                  | Públic                         | Infantil i Primària                       | Son Gotleu              |          |         |                                                              |                                       |                        |
| CP La Soledat                                                | Públic                         | Infantil i Primària                       | La Soledat (nord)       |          |         |                                                              |                                       |                        |
| CP Maria Antònia Salva                                       | Públic                         | Infantil i Primària                       | Son Sardina             |          |         |                                                              |                                       |                        |
| CP Marian Aguiló                                             | Públic                         | Infantil i Primària                       | Son Cotoner             |          |         |                                                              |                                       |                        |
| CP Màxim Alomar Josa                                         | Públic                         | Infantil i Primària                       | El Terreno              |          |         |                                                              |                                       | CP Màxim Alomar        |
| CP Miquel Porcel                                             | Públic                         | Infantil i Primària                       | Son Cledera             |          |         |                                                              | Arxivat 2014-12-16 a Wayback Machine. |                        |
| CP Pintor Joan Miró                                          | Públic                         | Infantil i Primària                       | Nou Llevant             |          |         |                                                              |                                       |                        |
| CP Rafal Nou                                                 | Públic                         | Infantil i Primària                       | El Rafal Nou            |          |         |                                                              | Arxivat 2008-10-15 a Wayback Machine. |                        |
| CP Rafal Vell                                                | Públic                         | Infantil i Primària                       | El Rafal Vell           |          |         |                                                              |                                       |                        |
| CP Rei Jaume I                                               | Públic                         | Infantil i Primària                       | Santa Catalina          |          |         |                                                              | Arxivat 2007-04-05 a Wayback Machine. |                        |
| CP Sa Casa Blanca                                            | Públic                         | Infantil i Primària                       | La Casa Blanca          |          |         |                                                              |                                       | CP Sa Casa Blanca      |
| CP La Indioteria                                             | Públic                         | Infantil i Primària                       | La Indioteria (Urbà)    |          |         |                                                              |                                       |                        |
| CP Santa Catalina                                            | Públic                         | Infantil i Primària                       | Santa Catalina          |          |         |                                                              | Arxivat 2021-05-14 a Wayback Machine. |                        |
| CP Santa Isabel                                              | Públic                         | Infantil i Primària                       | Els Hostalets           |          |         |                                                              |                                       |                        |
| CP Son Anglada                                               | Públic                         | Infantil i Primària                       | Son Anglada             |          |         |                                                              |                                       |                        |
| CP Son Canals                                                | Públic                         | Infantil i Primària                       | Pere Garau              |          |         |                                                              | Arxivat 2017-10-03 a Wayback Machine. |                        |
| CP Son Ferriol                                               | Públic                         | Infantil i Primària                       | Son Ferriol             | 1925     |         | 39° 34′ 26.84″ N, 2° 42′ 50.80″ E / 39.5741222°N,2.7141111°E |                                       |                        |
| CP Son Oliva                                                 | Públic                         | Infantil i Primària                       | Son Oliva               |          |         |                                                              | Arxivat 2014-12-16 a Wayback Machine. |                        |
| CP Son Pisà                                                  | Públic                         | Infantil i Primària                       | Son Dameto              |          |         |                                                              |                                       |                        |
| CP Son Quint                                                 | Públic                         | Infantil i Primària                       | Son Pacs                |          |         |                                                              |                                       | CP Son Quint           |
| CP Son Rullan                                                | Públic                         | Infantil i Primària                       | Son Rutlan              |          |         |                                                              | Arxivat 2011-01-29 a Wayback Machine. |                        |
| CP Son Serra                                                 | Públic                         | Infantil i Primària                       | Son Serra - La Vileta   |          |         |                                                              |                                       | CP Son Serra           |
| CP Verge de Lluc                                             | Públic                         | Infantil i Primària                       | Mare de Déu de Lluc     |          |         |                                                              | Arxivat 2008-11-21 a Wayback Machine. |                        |
| IES Antoni Maura                                             | Públic                         | ESO i Batxillerat                         | Nou Llevant             |          |         | 39° 34′ 3.31″ N, 2° 40′ 8.58″ E / 39.5675861°N,2.6690500°E   |                                       |                        |
| IES Arxiduc Lluís Salvador                                   | Públic                         | ESO i Batxillerat                         | Marquès de la Fontsanta |          |         | 39° 34′ 29.36″ N, 2° 39′ 21.38″ E / 39.5748222°N,2.6559389°E |                                       |                        |
| IES Aurora Picornell                                         | Públic                         | ESO i Batxillerat                         | Nou Llevant             |          |         |                                                              | Arxivat 2011-01-30 a Wayback Machine. |                        |
| IES CTEIB                                                    | Públic                         | ESO i Batxillerat                         | La Indioteria (urbà)    |          |         |                                                              | Arxivat 2010-04-28 a Wayback Machine. |                        |
| IES Emili Darder                                             | Públic                         | ESO i Batxillerat                         | Son Cotoner             |          |         | 39° 35′ 3.6″ N, 2° 37′ 57.8″ E / 39.584333°N,2.632722°E      |                                       |                        |
| IES Francesc de Borja Moll                                   | Públic                         | ESO i Batxillerat                         | Nou Llevant             |          |         | 39° 34′ 7.8″ N, 2° 40′ 2.46″ E / 39.568833°N,2.6673500°E     |                                       |                        |
| IES Guillem Sagrera                                          | Públic                         | ESO i Batxillerat                         | Son Cotoner             |          |         | 39° 35′ 4.3″ N, 2° 38′ 2.43″ E / 39.584528°N,2.6340083°E     |                                       |                        |
| IES Joan Alcover                                             | Públic                         | ESO i Batxillerat                         | Bons Aires              | 1942     |         | 39° 34′ 37.5″ N, 2° 38′ 48.5″ E / 39.577083°N,2.646806°E     | Arxivat 2019-01-09 a Wayback Machine. | IES Joan Alcover       |
| IES Joan Maria Thomàs                                        | Públic                         | ESO i Batxillerat                         | L'Olivera               |          |         | 39° 35′ 10.91″ N, 2° 39′ 26.07″ E / 39.5863639°N,2.6572417°E |                                       |                        |
| IES Josep Maria Llompart                                     | Públic                         | ESO i Batxillerat                         | El Camp Redó            |          |         | 39° 35′ 8.27″ N, 2° 39′ 7.57″ E / 39.5856306°N,2.6521028°E   |                                       |                        |
| IES Josep Sureda i Blanes                                    | Públic                         | ESO i Batxillerat                         | Son Gotleu              |          |         |                                                              |                                       |                        |
| IES Juníper Serra                                            | Públic                         | ESO i Batxillerat                         | Son Cledera             | 1965     |         | 39° 35′ 58.83″ N, 2° 40′ 36.89″ E / 39.5996750°N,2.6769139°E |                                       |                        |
| IES Madina Mayurqa                                           | Públic                         | ESO i Batxillerat                         | El Camp Redó            | 1987     |         | 39° 35′ 15.33″ N, 2° 39′ 5.14″ E / 39.5875917°N,2.6514278°E  |                                       |                        |
| IES Politècnic                                               | Públic                         | ESO i Batxillerat                         | El Camp d'en Serralta   | 1931     |         | 39° 34′ 24.71″ N, 2° 38′ 29.65″ E / 39.5735306°N,2.6415694°E | Arxivat 2009-09-30 a Wayback Machine. |                        |
| IES Ramon Llull                                              | Públic                         | ESO i Batxillerat                         | Bons Aires              | 1836     |         | 39° 34′ 37.5″ N, 2° 38′ 48.5″ E / 39.577083°N,2.646806°E     |                                       | IES Ramon Llull        |
| IES Ses Estacions                                            | Públic                         | ESO i Batxillerat                         | Marquès de la Fontsanta |          |         | 39° 34′ 34.63″ N, 2° 39′ 21.1″ E / 39.5762861°N,2.655861°E   |                                       |                        |
| IES Son Pacs                                                 | Públic                         | ESO i Batxillerat                         | Son Sardina             |          |         | 39° 36′ 18.42″ N, 2° 39′ 16.71″ E / 39.6051167°N,2.6546417°E |                                       |                        |
| IES Son Rullan                                               | Públic                         | ESO i Batxillerat                         | Son Rutlan              |          |         |                                                              | Arxivat 2011-02-08 a Wayback Machine. |                        |
| CIDE                                                         | Privat concertat (cooperativa) | Infantil, Primària, ESO, Batxillerat i FP |                         |          |         | 39° 35′ 25.26″ N, 2° 36′ 37.84″ E / 39.5903500°N,2.6105111°E |                                       |                        |
| Aula Balear                                                  | Privat concertat (cooperativa) | Infantil, Primària, ESO, Batxillerat i FP |                         |          |         | 39° 35′ 55.23″ N, 2° 37′ 56.35″ E / 39.5986750°N,2.6323194°E |                                       |                        |
| Col·legi Manjón                                              | Privat concertat (cooperativa) | Infantil, Primària, ESO                   |                         |          |         |                                                              |                                       |                        |
| Escola Mata de Jonc                                          | Privat concertat (cooperativa) | Infantil, Primària, ESO                   |                         |          |         |                                                              |                                       | Escola Mata de Jonc    |
| Sant Felip Neri                                              | Privat concertat (cooperativa) | Infantil, Primària, ESO                   |                         |          |         |                                                              |                                       |                        |
| Col·legi San Cayetano                                        | Privat concertat (religiós)    | Infantil, Primària, ESO                   |                         |          |         |                                                              |                                       |                        |
| Col·legi Arcàngel Sant Rafel                                 | Privat concertat (religiós)    | Infantil, Primària, ESO                   |                         |          |         | 39° 34′ 45.85″ N, 2° 39′ 10.69″ E / 39.5794028°N,2.6529694°E |                                       |                        |
| Col·legi Balmes                                              | Privat concertat (religiós)    | Infantil, Primària, ESO                   |                         |          |         |                                                              |                                       |                        |
| Col·legi Corpus Christi                                      | Privat concertat (religiós)    | Infantil, Primària, ESO                   |                         |          |         |                                                              |                                       |                        |
| Col·legi Francesc de Borja Moll                              | Privat concertat (religiós)    | Infantil, Primària, ESO                   |                         |          |         |                                                              |                                       |                        |
| Col·legi Jesús María                                         | Privat concertat (religiós)    | Infantil, Primària, ESO                   |                         |          |         | 39° 34′ 50.16″ N, 2° 39′ 27.56″ E / 39.5806000°N,2.6576556°E |                                       |                        |
| Col·legi Juan de la Cierva                                   | Privat concertat (religiós)    | Infantil, Primària, ESO                   |                         |          |         |                                                              |                                       |                        |
| Col·legi la Immaculada                                       | Privat concertat (religiós)    | Infantil, Primària, ESO                   |                         |          |         |                                                              |                                       |                        |
| Col·legi la Milagrosa                                        | Privat concertat (religiós)    | Infantil, Primària, ESO                   |                         |          |         |                                                              | Arxivat 2010-08-19 a Wayback Machine. |                        |
| Col·legi La Porcíncula                                       | Privat concertat (religiós)    | Infantil, Primària, ESO                   |                         |          |         |                                                              |                                       |                        |
| Col·legi la Purísima                                         | Privat concertat (religiós)    | Infantil, Primària, ESO                   |                         |          |         |                                                              |                                       |                        |
| Col·legi La Salle                                            | Privat concertat (religiós)    | Infantil, Primària, ESO, Batxillerat      |                         |          |         |                                                              |                                       | Col·legi La Salle      |
| Col·legi Lladó                                               | Privat concertat (laic)        | Infantil, Primària, ESO                   | Coll d'en Rebassa       | 1948     | 483     |                                                              |                                       |                        |
| Col·legi Madre Alberta                                       | Privat concertat (religiós)    | Infantil, Primària, ESO, Batxillerat      |                         | 1819     |         | 39° 34′ 2.64″ N, 2° 39′ 4″ E / 39.5674000°N,2.65111°E        |                                       | Col·legi Madre Alberta |
| Col·legi Montision                                           | Privat concertat (religiós)    | Infantil, Primària, ESO                   |                         |          |         |                                                              |                                       |                        |
| Col·legi Pius XII                                            | Privat concertat (religiós)    | Infantil, Primària, ESO                   |                         |          |         | 39° 34′ 57.14″ N, 2° 39′ 30.59″ E / 39.5825389°N,2.6584972°E |                                       |                        |
| Col·legi Sagrat Cor (Palma)                                  | Privat concertat (religiós)    | Infantil, Primària, ESO                   | Son Espanyolet          | 1902     | 1.033   | 39° 34′ 29.47″ N, 2° 37′ 36.73″ E / 39.5748528°N,2.6268694°E |                                       |                        |
| Col·legi Nostra Senyora de la Consolació                     | Privat concertat (religiós)    | Infantil, Primària, ESO                   |                         |          |         |                                                              |                                       |                        |
| Col·legi Nostra senyora de la consolació II                  | Privat concertat (religiós)    | Infantil, Primària, ESO                   |                         |          |         |                                                              |                                       |                        |
| Col·legi Pedro Poveda                                        | Privat concertat (religiós)    | Infantil, Primària, ESO                   |                         |          |         |                                                              |                                       |                        |
| Col·legi San Alfonso María de Ligorio                        | Privat concertat (religiós)    | Infantil, Primària, ESO                   |                         |          |         |                                                              |                                       |                        |
| Col·legi San José de la Montaña                              | Privat concertat (religiós)    | Infantil, Primària, ESO                   |                         |          |         |                                                              |                                       |                        |
| Col·legi San Vicenç de Paül (La Soledat)                     | Privat concertat (religiós)    | Infantil, Primària, ESO                   | La Soledat              |          |         |                                                              |                                       |                        |
| Col·legi Sant Antoni Abat                                    | Privat concertat (religiós)    | Infantil, Primària, ESO                   |                         |          |         |                                                              |                                       |                        |
| Col·legi Sant Francesc d'Assís                               | Privat concertat (religiós)    | Infantil, Primària, ESO                   |                         |          |         |                                                              |                                       |                        |
| Col·legi Sant Josep Obrer                                    | Privat concertat (religiós)    | Infantil, Primària, ESO                   |                         |          |         |                                                              |                                       |                        |
| Col·legi Sant Josep Obrer II                                 | Privat concertat (religiós)    | Infantil, Primària, ESO                   |                         |          |         |                                                              |                                       |                        |
| Col·legi Sant Pere                                           | Privat concertat (religiós)    | Infantil, Primària, ESO                   |                         |          |         |                                                              |                                       |                        |
| Santa Magdalena Sofia                                        | Privat concertat (religiós)    | Infantil, Primària, ESO                   |                         |          |         |                                                              |                                       |                        |
| Col·legi Santa Maria                                         | Privat concertat (religiós)    | Infantil, Primària, ESO                   | Son Armadams            |          |         |                                                              | Arxivat 2010-05-07 a Wayback Machine. |                        |
| Col·legi Sant Vicenç de Paül (Coll d'en Rebassa)             | Privat concertat (religiós)    | Infantil, Primària, ESO                   | Coll d'en Rebassa       |          |         |                                                              |                                       |                        |
| Col·legi Sant Vicenç de Paül (la Vileta)                     | Privat concertat (religiós)    | Infantil, Primària, ESO                   | La Vileta               |          |         |                                                              |                                       |                        |
| Col·legi Santa Mónica                                        | Privat concertat (religiós)    | Infantil, Primària, ESO                   |                         |          |         |                                                              | Arxivat 2020-01-28 a Wayback Machine. |                        |
| Col·legi Santíssima Trinitat                                 | Privat concertat (religiós)    | Infantil, Primària, ESO                   |                         |          |         |                                                              |                                       |                        |
| Col·legi Virgen del Carmen                                   | Privat concertat (religiós)    | Infantil, Primària, ESO                   |                         |          |         |                                                              |                                       |                        |
| Queen's college                                              | Privat                         | Infantil, Primària, Secundària            |                         |          |         |                                                              |                                       |                        |
| Collège français                                             | Privat                         | Infantil, Primària, Secundària            |                         |          |         |                                                              | Arxivat 2016-11-05 a Wayback Machine. |                        |
| Col·legi Lluís Vives                                         | Privat                         | Infantil, Primària, ESO. Batxillerat      |                         |          |         | 39° 34′ 41.83″ N, 2° 38′ 49.13″ E / 39.5782861°N,2.6469806°E | Arxivat 2020-10-01 a Wayback Machine. |                        |
| Escola Oficial d'Idiomes de Palma                            | Públic                         |                                           |                         |          |         | 39° 34′ 40.79″ N, 2° 39′ 41.35″ E / 39.5779972°N,2.6614861°E |                                       |                        |
| Escola Superior d'Art Dramàtic de les Illes Balears          | Públic                         |                                           |                         |          |         |                                                              |                                       |                        |
| Escola Superior de Disseny de les Illes Balears              | Públic                         |                                           |                         |          |         |                                                              |                                       |                        |
| Conservatori Superior de Música i Dansa de les Illes Balears | Públic                         |                                           |                         |          |         |                                                              |                                       |                        |
| CEPA Camp Rodó                                               | Públic                         | Educació d'Adults                         | Camp Rodó               |          |         |                                                              |                                       |                        |
| CEE Pinyol Vermell                                           |                                | Educació especial                         |                         |          |         |                                                              | Arxivat 2012-02-04 a Wayback Machine. |                        |
| CEE Son Ferriol                                              |                                | Educació especial                         | Son Ferriol             |          |         |                                                              | Arxivat 2011-06-06 a Wayback Machine. |                        |
| CEE Mater Misericordiae                                      |                                | Educació especial                         |                         |          |         |                                                              | Arxivat 2021-06-12 a Wayback Machine. |                        |
| Centre Específic Gaspar Hauser                               |                                | Educació especial                         |                         |          |         |                                                              | Arxivat 2011-04-27 a Wayback Machine. |                        |